# L'Île d'Aphrodite
Pour les articles homonymes, voir Aphrodite (homonymie).
Pour plus de détails, voir Fiche technique et Distribution.
L'Île d'Aphrodite (Το νησί της Αφροδίτης, To Nisi tis Aphroditis) est un film grec réalisé par Giorgos Skalenakis et sorti en 1965.

## Synopsis
Un membre de l'Ethniki Organosis Kyprion Agoniston, groupe de résistance chypriote contre la présence britannique, est arrêté par les autorités militaires. En représailles, ses compagnons d'armes enlèvent le fils d'une Anglaise (Zorz Sarri), amie du gouverneur de l'île. Le résistant est pendu. Cependant, sa mère (Katína Paxinoú) interdit que l'otage soit pendu à son tour.

## Fiche technique
- Titre : L'Île d'Aphrodite
- Titre original : Το νησί της Αφροδίτης (To Nisi tis Aphroditis)
- Réalisation : Giorgos Skalenakis
- Scénario : Alexis Parnis
- Direction artistique :
- Décors :
- Costumes : Kostas Papachristos
- Photographie : Nikos Kavoukidis
- Son : Petros Patelis
- Montage : Nikos Kavoukidis
- Musique : Mimis Plessas
- Production :  Alexis Parnis
- Société(s) de production : Hellas Film, Cyprus Film
- Pays d'origine :  Grèce
- Langue : grec
- Format :  Couleurs, mono
- Genre :  Film de guerre
- Durée : 80 minutes
- Dates de sortie : 1965 (première présentation, au Festival de Thessalonique) / 1969

## Distribution
- Katína Paxinoú
- Zorz Sarri (en)
- Angelos Antonopoulos (el)
- Kostas Kastanas
- Kostas Mesaris